# Боцманская улица (Санкт-Петербург)
Бо́цманская улица — улица в Василеостровском районе Санкт-Петербурга. Проходит от проезда-дублёра улицы Кораблестроителей до Морской набережной.

## История
Боцманская улица получила имя 29 декабря 1972 года в ряду близлежащих улиц, названных «в честь славных моряков Балтийского флота» в ряду других улиц, в названиях которых отражены должности состава военно-морского флота.
Согласно Топонимической энциклопедии Санкт-Петербурга, проезд фактически существует с 1999 года, но в действительности он существовал и ранее. 8 октября 2007 года Топонимической комиссией было сделано уточнение, согласно которому Боцманская улица проходит не просто от улицы Кораблестроителей до Морской набережной, а от улицы Кораблестроителей до площади Балтфлота, что окончательно закрепило это название за данным проездом. Однако зданий, имеющих адрес по этой улице, так и не появилось.

## Достопримечательности
- Судостроительный профессиональный лицей № 25
- Гимназия № 642 «Земля и Вселенная» (филиал, в прошлом в здании находилась школа № 645 (бывшая школа № 33))
- Мемориал крейсеру «Киров»
- Лечебно-диагностический комплекс Клиники высоких медицинских технологий им. Н. И. Пирогова СПбГУ (улица Кораблестроителей, д. 20 корпус 1, на углу с Боцманской улицей)